# Deltocephalus histrionicus
Deltocephalus histrionicus är en insektsart som beskrevs av George Willis Kirkaldy 1907. Deltocephalus histrionicus ingår i släktet Deltocephalus och familjen dvärgstritar. Inga underarter finns listade i Catalogue of Life.